# Coirós
Coirós település Spanyolországban, A Coruña tartományban. Coirós Aranga, Oza-Cesuras, Betanzos, Paderne, A Coruña és Irixoa községekkel határos. Lakosainak száma 1931 fő (2024).

## Népesség
A település népessége az utóbbi években az alábbiak szerint változott:
| Lakosok száma | 1556 | 1650 | 1654 | 1713 | 1771 | 1747 | 1789 | 1824 | 1873 | 1931 |
|               | 2001 | 2004 | 2006 | 2009 | 2011 | 2014 | 2016 | 2019 | 2021 | 2024 |